# 921 (numero)
Novecentoventuno (921) è il numero naturale dopo il 920 e prima del 922.

## Proprietà matematiche
- È un numero dispari.
- È un numero composto con 4 divisori: 1, 3, 307, 921. Poiché la somma dei suoi divisori (escluso il numero stesso) è 311 < 921, è un numero difettivo.
- È un numero semiprimo.
- È un numero omirpimes.
- È un numero nontotiente in quanto dispari e diverso da 1.
- È un numero palindromo e un numero a cifra ripetuta nel sistema di numerazione posizionale a base 17 (333).
- È un numero intero privo di quadrati.
- È un numero felice.
- È un numero malvagio.
- È parte delle terne pitagoriche  (921, 1228, 1535), (921, 47120, 47129), (921, 141372, 141375), (921, 424120, 424121).

## Astronomia
- 921 Jovita è un asteroide della fascia principale del sistema solare.
- NGC 921 è un galassia spirale della costellazione della Balena.

## Astronautica
- Cosmos 921 è un satellite artificiale russo.